# Revuelta de los Basmachí
La revuelta de los Basmachí (en ruso Восстание басмачей) o Basmáchestvo (Басмачество) fue un levantamiento ocurrido en la región del Turquestán contra el control del Imperio ruso que continuó contra el dominio de la Rusia soviética y afectó a amplias zonas en Asia Central. La oposición al Gobierno soviético duró de 1918 a 1924 y persistió en centros aislados hasta 1926. Contó con el concurso de todas las clases sociales de la región, que se oponían a la reforma de la sociedad islámica y la implantación del modelo soviético. El apogeo del movimiento se dio en 1921-1922 gracias a la intervención de Enver Pachá, que trató de unir a los distintos grupos.
El movimiento empezó en 1916 durante la Primera Guerra Mundial como una revuelta contra los funcionarios militares rusos que reclutaban tropas, y desembocó en una larga guerra contra el control de las autoridades soviéticas, aprovechando el desorden causado por la Revolución de Octubre y luego por la guerra civil rusa.

## El movimiento Basmachí
Las fuentes soviéticas retrataron a los sublevados como un movimiento de tradicionalistas islámicos, mezclados con delincuentes comunes y agitadores de masas, tanto como de radicales islámicos. Se los llamó a los primeros rebeldes “Basmachí” o “bandoleros”, en un deliberado sentido peyorativo; los mismos sublevados denominaban su movimiento Beklar Hareketi (Movimiento de los Hombres Libres).
Otros historiadores afirman que muchos basmachí eran simples campesinos y nómadas típicos del Turquestán que se oponían al imperialismo cultural de la Rusia zarista, y que luego siguieron su revuelta contra la dura política antirreligiosa de las autoridades soviéticas y las incautaciones de comida y víveres exigidas por el nuevo régimen. Ello sería un importante componente de la base rebelde, teniendo en cuenta que las autoridades soviéticas continuaron la política del régimen zarista en cuanto a mantener el Asia Central bajo firme control político de Moscú, pese a que la korenización patrocinada por las autoridades soviéticas buscaba eliminar la desconfianza nativa y mostrarse como contraparte de la temida rusificación. No obstante, el gobierno bolchevique combatió la revuelta advirtiendo que el islamismo tradicional y el panturquismo eran dos importantes componentes del movimiento, aunque delincuentes comunes estuviesen presentes.

El Turquestán ruso a principios del.

## Circunstancias y situación
El Asia central rusa se incorporó al imperio entre 1863 y 1885 y quedó dividido en cuatro territorios: las provincias de la Estepa (Kazajistán) y Turquestán y los kanatos de Jiva y Bujará, sometidos a una especie de protectorado. El Turquestán incluyó en 1868 las óblasts de Sir Daria, Samarcanda y Ferganá; en 1898, se le unieron la región de Semirechye y la Transcaspia. La población turquestana se dividía en: uzbecos (41 %, mayoritarios en Bujará y especialmente en Jiva), tayikos (7 %, pero muy numerosos [40 %] en Bujará), kazajos (19 %), kirguises (10 %) y turcomanos (concentrados en Jiva, donde suponían un 26 % de la población). Todos los grupos era musulmanes y —excepto los tayikos— de lengua turca.
A comienzos del siglo XX, en el Turquestán ruso convivían dos culturas: la rusa, que había ido penetrando la zona a lo largo de las líneas férreas, y la aborigen musulmana. La capital del territorio, Taskent, se hallaba en una amplia zona semidesértica y se comunicaba con el exterior mediante dos ferrocarriles: el septentrional que la unía con Moscú a través de Oremburgo y el meridional, que llegaba hasta Krasnovodsk —a orillas del mar Caspio—, Asjabad, Bujará y Samarcanda. La comarca de esta última estaba poblada por nómadas y la región más fértil, el valle de Ferganá con capital en Kokand, tenía una influencia rusa más débil, pues no llegaba a ella el ferrocarril.
Los rusos habían impuesto el cultivo del algodón, que había reducido la producción de cereal y transformado la economía turquestana en dependiente de la del resto del Imperio ruso. El cultivo se expandió desde la década de 1880 y en 1913 acaparaba un quinto de los regadíos turquestanos: la mitad de la demanda rusa de algodón provenía del Turquestán. No solo el Gobierno fomentaba el cultivo, también lo impulsaba el mercado, que pagaba tres o cuatro veces más por el algodón que por el cereal. El cambio de cultivos trajo un riesgo: la dependencia del exterior, tanto para la exportación del algodón, de la que dependía ya la economía regional, como para la importación de grano, necesaria para evitar la hambruna.
A comienzos del siglo, la población rusa, mayoritariamente urbana, alcanzaba las cuatrocientas mil personas, mientras que los grupos nativos sumaban unos ocho millones, dos de ellos en los kanatos de Jiva y Bujará, semiindependientes. La colonización se aceleró con la terminación del ferrocarril del norte en 1906. La educación occidental se limitaba casi totalmente a la población rusa. Los avances técnicos (el ferrocarril, el telégrafo, los hospitales, el servicio postal, la prensa) no alcanzaron al grueso de la población, los turquestanos, que siguieron inmersos en su cultura tradicional, tribal o comunal, y su legislación religiosa.
El Gobierno ruso excluyó a la población aborigen de los asuntos militares: no se les admitía en las milicias ni recibían instrucción militar. Incluso cuando estalló la Primera Guerra Mundial, el Gobierno no hizo levas de reclutas turquestanos. La Administración rusa se impuso a la tradicional del territorio: mientras que los jefes militares rusos tenían potestad para destituir a los cargos locales y gestionaban la política local, el sistema legislativo y administrativo antiguo apenas varió para los turquestanos.

## Revueltas contra el Imperio ruso
El descontento económico —por la implantación del cultivo comercial del algodón, necesario para la expansión de la industria rusa— y religioso —por los intentos del Gobierno imperial de limitar las prerrogativas del islam en la zona— originaron una primera revuelta en 1898, que fue sofocada por las autoridades en pocos días. Anteriormente, y de nuevo por motivos principalmente económicos —la integración brutal de la región en la economía de mercado tras la conquista por el imperio—, habían estallado una serie de revueltas, en 1878, 1882, 1885 y 1893. Apenas hubo disturbios destacables desde entonces hasta 1916.
La rebelión se inició en el verano de 1916, cuando el Gobierno ruso, escaso de tropas para combatir en la Primera Guerra Mundial, eliminó la exención del servicio militar de que gozaban los súbditos musulmanes del Imperio. En junio se decretó el reclutamiento de los hombres en edad militar para encuadrarlos en batallones de trabajo. La población no solo tenía escaso interés por la guerra europea, que únicamente había causado perjuicios económicos, sino que veía con malos ojos el tener que enfrentarse con el Imperio otomano, cuyo sultán era además califa. En estas circunstancias, en el Asia Central estallaron una serie de motines locales de reclutas que rehusaban acudir a filas; estos se tornaron en revuelta general contra el dominio ruso. La confiscación de las tierras de pastos por parte de las autoridades zaristas, había creado animosidad entre la población local desde fines del siglo XIX, siendo que las dificultades político-militares de Rusia durante la contienda impedían ejecutar una represión pronta de las revueltas. La sublevación de uzbecos y tayikos, desembocó en una serie de choques y en una brutal escala de masacres llevadas a cabo por ambas partes entre 1916 y 1917, utilizando los rebeldes algunas bandas armadas y no grandes ejércitos. En julio de 1916, el Gobierno impuso la ley marcial en el territorio y sofocó con dureza todo conato de rebelión. Entre las medidas de represalia, expulsó de ciertas tierras feraces de Semirechye a más de medio millón de nómadas kirguises y kazajos. Un tercio de la población kirguisa pasó a China tras los encarnizados combates que se libraron de junio a septiembre. El fracaso del levantamiento agravó la crisis económica kirguís, cuya comunidad comenzó a sufrir hambre. La represión estatal, que contó con la colaboración de los colonos rusos, no logró, empero, acabar del todo con los rebeldes. La Administración rusa no pudo acabar con los grupos de bandoleros que asaltaban a los colonos y que gozaban de cierta fama de justicieros.
Durante los meses del Gobierno provisional ruso, la mayoría de la población aceptó la autoridad de este. Los musulmanes se agruparon en dos organizaciones principales: el Consejo Islámico, moderadamente reformista y partidario de la federación y democratización del país y de la obtención de la igualdad de derechos para los musulmanes, y la Junta de Jurisconsultos, más conservadora y empeñada en mantener el dominio islámico en la región y el poder de los clérigos. Esta última, aliada con grupos conservadores rusos, ganó ampliamente las elecciones municipales de agosto de 1917. Las dos se unieron temporalmente en un Centro Nacional, que se disolvió con la Revolución de Octubre.

## Revolución de Octubre y comienzo de la guerra civil
Tras la Revolución de Octubre, el Sóviet de Obreros y Soldados de Taskent, formado principalmente por ferroviarios rusos, tomó el poder en la región. El proletariado ruso del Turquestán lo formaban los ferroviarios y los obreros de la industria algodonera. Aunque la Junta de Jurisconsultos aceptó su autoridad, el sóviet excluyó del poder a los aborígenes el 15 de noviembre, alegando que no formaban parte del proletariado. Los social-Revolucionarios de izquierda y bolcheviques que formaban el sóviet excluyeron a la población musulmana de los nuevos centros del poder político. El nuevo Gobierno soviético obtuvo el apoyo del grueso de la población rusa, que lo vio como representante de sus intereses frente a la población nativa. Aislado del centro del país y rodeado de fuerzas enemigas, el sóviet se concentró en sobrevivir, actuando de forma brutal y sin intención de atraerse a la mayoría musulmana del Turquestán. Disolvió por la fuerza varios ayuntamientos musulmanes que abogaban por la autonomía turquestana.
La Junta y el Consejo Islámico volvieron entonces a coligarse y el 13 de diciembre proclamaron la creación del Gobierno autónomo de Kokand, que se regiría según la ley islámica. Desde ese momento hasta mediados de febrero de 1918, ambos Gobiernos rivales trataron de obtener el reconocimiento del Gobierno moscovita: el sóviet se presentaba como la autoridad obrera y campesina, y el turquestano como el representante de la población aborigen que basaba su legitimidad en el derecho de autodeterminación. La región estaba aislada del centro de Rusia por las fuerzas contrarrevolucionarias del general Aleksandr Dútov.
El 18 de enero de 1918, los bolcheviques lograron establecer contacto con Taskent y enviar armas. Poco después, el 14 de febrero, unidades de guardias rojos emprendieron el asedio de Kokand. El combate por controlar la ciudad había comenzado antes de la llegada de los refuerzos comunistas, con el bombardeo de las posiciones del Gobierno musulmán por las unidades locales, formadas principalmente por rusos y armenios. Estos, que temían la proclamación de la yihad, se destacaron en las atrocidades. El asalto final se produjo el 18 y concluyó el 20. A la conquista de la ciudad le siguió el saqueo y una gran matanza de unas catorce mil personas y la huida de los cabecillas musulmanes. Paradójicamente, las escasas fuerzas del Gobierno musulmán, totalmente aniquiladas por los soviéticos, no habían estado formadas por uzbecos, sino por población persa, en general inmigrante y venida a la región para trabajar en la industria algodonera. El Gobierno había tratado así de zafarse de la dependencia de los jefes locales. En paralelo a estas fuerzas oficiales habían participado los hombres de Irgash, el caudillo de la comarca. La toma de la ciudad y el desbaratamiento del Gobierno autónomo puso fin al movimiento autonomista que se había desarrollado para 1917 y dio paso al movimiento basmachí.

### Reformas soviéticas y tradicionalismo
Para la región, aislada de todo movimiento reformista, la toma por el poder por los bolcheviques supuso una revolución no solo política, sino también económica y social. El nuevo Gobierno decretó la nacionalización de la tierra, incluida la que pertenecía a los religiosos, lo que perjudicaba a los jefes de la región. La legislación estatal prohibió además las madrasas y clausuró los tribunales islámicos que juzgaban según la ley islámica. Estas alteraciones del orden tradicional afectaban a la zona más atrasada del desaparecido imperio, que formaban dos protectorados —los de los kanatos de Jiva y Bujará— y la provincia colonial del Turquestán. La conquista rusa de la región no había modificado apenas el orden social y político, que casi no había variado desde la Edad Media. La separación entre la población rusa inmigrante y los aborígenes era muy acentuada: las grandes ciudades eran fundamentalmente de cultura rusa, aunque contaban con barrios musulmanes separados, mientras que las pequeñas poblaciones seguían siendo completamente musulmanas.
Durante el periodo interrevolucionario se hundió el comercio del algodón, del que dependían muchos campesinos; tras la Revolución de Octubre, el problema se agudizó y creció el desempleo. Cuando se hizo el primer estudio sobre la situación en 1919 en el valle de Ferganá, un 13 % de la población, unas doscientos ochenta y tres mil personas, se hallaban en la indigencia por la crisis. Esta favoreció a los basmachí, a cuyas filas se unieron parte de los desposeídos.

### Características del movimiento
El movimiento basmachí era muy variado, tanto en el origen de sus jefes como en sus unidades. La mayoría de los dirigentes provenían de la clase media terrateniente, si bien algunos eran grandes terratenientes, nobles, mercaderes bandoleros o jefes tribales. Casi todos habían recibido instrucción religiosa. Las bandas se dividían por territorios que dominaba por completo su jefe, que era responsable del reclutamiento y del mantenimiento de sus fuerzas. Los grupos variaban en cohesión y en adiestramiento militar. A diferencia de las autoridades soviéticas, los basmachí contaron con un eficaz sistema de impuestos para sufragar sus operaciones, que contó en general con la colaboración de la población. Un elemento de unión de los grupos armados era la religión, pues el islam era un elemento fundamental de la identidad turquestana. Los basmachí se consideraban defensores del islam, que veían amenazado por los soviéticos. La sociedad de la región, que daba un papel esencial al islam, favoreció mayoritariamente a los rebeldes y se opuso a las reformas que entendió como antirreligiosas.
El movimiento antisoviético se centró en cuatro zonas:
- El valle de Ferganá, fértil llanura muy poblada y rodeada de montañas tanto al norte como al sur que servían de refugio a los guerrilleros.[34] La población, sedentaria, incluía uzbekos, tayikos, kirguises y rusos.[34] En la región se encontraban colonias rusas y guarniciones.[34]
- La región de Lokai, una meseta pobre, sin ciudades ni asentamientos rusos, situada al sur de Dushambé, en el moderno Tayikistán.[34] Estaba poblada por grupos sedentarios de tayikos y las tribus lokais uzbecas, nómadas y seminómadas de origen mongol.[34] Los rebeldes de esta zona provinieron de los nómadas uzbecos, a los que acaudilló el jefe de una de las tribus lokais, Ibramin Bek.[34]
- La región de Bujará-Samarcanda, desértica al oeste y montañosa al este, poblada principalmente por uzbecos sedentarios, aunque en las ciudades también abundaban los tayikos.[34] Los rebeldes de esta zona provinieron tanto de las ciudades como del campo.[34]
- Las estepas de Jiva, una serie de desiertos y oasis, habitadas principalmente por turcomanos, que formaron el grueso de los basmachí de esta zona.[46] La tribu que más se destacó en el movimiento fue la Yomud, que mandaba su jefe Junaid Kan.[46] Los rebeldes contaron en ocasiones con la colaboración de la población sedentaria, compuesta por kazajos, uzbecos y karakalpakos.[46]

El número de rebeldes se desconoce, tanto por la falta de documentos como por la naturaleza del movimiento, cuyos miembros los abandonaban en ciertas temporadas o participan en las acciones bélicas esporádicamente. De forma aproximada, se calcula que: en octubre de 1919, en el valle de Ferganá, había a lo sumo diez mil rebeldes, entre basmachí (unos siete mil), colonos rusos (unos mil) y grupos «blancos»; en 1920, más o menos otros tantos; en 1921, unos siete mil en Ferganá y otros tantos en Bujará, unos quince mil en total en el conjunto de la zona; en 1922, en el apogeo del movimiento, unos dieciocho mil, la mayoría a las órdenes de Enver Pachá; en 1923, unos tres mil en Bujará, trescientos cincuenta en Lokai, entre tres y cuatro mil en las estepas de Jiva y otros grupos en Ferganá.
El movimiento era esencialmente regional y se centró en la defensa de los intereses locales tal como los entendían los insurrectos, que carecían de un conocimiento de la situación o de la política internacionales. No contaba con una ideología moderna, pero sí de ciertas motivaciones claras: el deseo de expulsar a los colonos, considerados infieles —no musulmanes—, ricos y forasteros; el anhelo de conservar el modo de vida tradicional, basado en el islam; el objetivo de eliminar a los grupos reformistas que colaboraban con los rusos; y la lealtad de los jefes de tribus y clanes a los antiguos soberanos de la región. Aunque se presentó en ocasiones como una yihad, los caudillos rebeldes no dudaron en aliarse con diversos grupos rusos no musulmanes (soviéticos y antisoviéticos) cuando les resultó conveniente. Ajenos a los ideales panislámicos y pantúrquicos, carentes de una idea de unidad política de la región o de un ideal independentista, los cabecillas basmachí dirigieron un levantamiento conservador, de una comunidad amenazada y arruinada económicamente que trató de mantener sus valores y forma de vida tradicionales. El levantamiento acaeció además en un momento de gravísima crisis económica (en 1918 unos cuatrocientos mil trabajadores agrícolas estaban parados).
La organización de las formaciones basmachí de Ferganá difería de las de Lokai y Turkmenistán. En la primera consistían en bandas guerrilleras de unos doscientos hombres como mucho, muy disciplinadas sometidas a un jefe comarcal que realizaban incursiones y cabalgadas contra posiciones menores del enemigo. Los capitanes o kurbashi actuaban como señores de sus comarcas, con potestad militar y administrativa: recaudaban impuestos, mantenían el orden, controlaban los movimientos en el territorio y nombraban a los cargos públicos. Las bandas a menudo se confundían con los labradores y pasaban en invierno aliados a los mismos soviéticos a los que combatían en cuanto mejoraba el tiempo, para obtener abastos y armas de estos. Evitaban las batallas campales y solo en el otoño de 1919 atacaron dos ciudades con pequeñas guarniciones (Osh y Jelalabad). Sin una red de combatientes en las ciudades y usando las montañas que rodeaban el valle como refugio, estos grupos combatían de un modo tradicional, como los antiguos bandoleros de la zona.

## Surgimiento de los rebeldes y primera fase de la revuelta basmachí (1918-1920)

### Enfrentamiento contra el Sóviet de Taskent

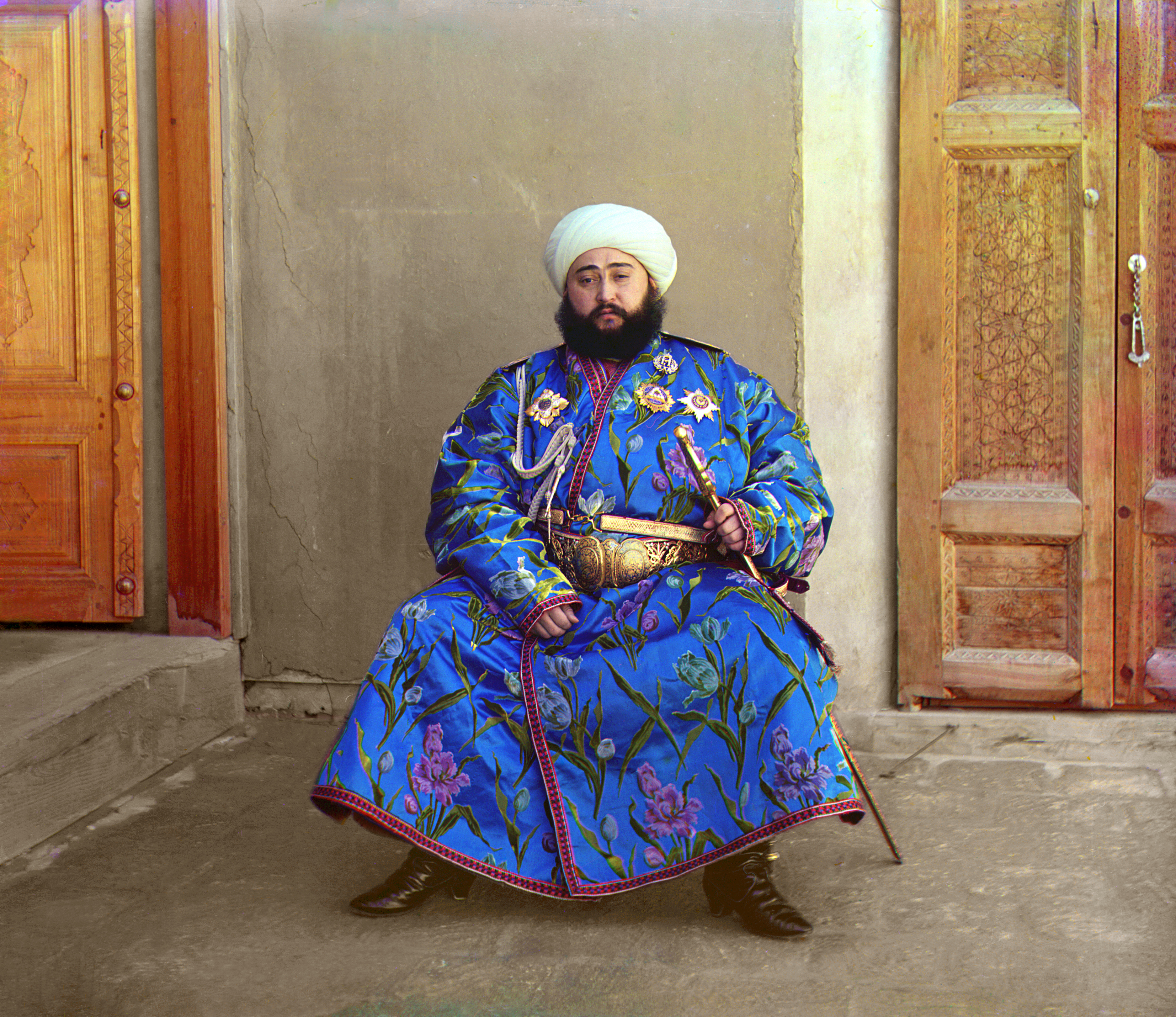
Mohammed Alim Khan (1880-1944), último emir de Bujará. Foto tomada por Prokudin-Gorski en 1911.

La disolución del Gobierno de Kokand y la carnicería perpetrada por los soviéticos en la ciudad desencadenó el surgimiento del movimiento basmachí, que comenzó con una serie de ataques a asentamientos rusos y, en especial, a los destacamentos del Ejército Rojo. El Gobierno soviético, que decretó la confiscación del algodón, no logró la colaboración de la población, aterrorizada por los actos de las unidades militares. El control comunista se limitaba a las localidades con población rusa; los basmachí señoreaban el campo y las poblaciones aborígenes. El Gobierno de Taskent se apoyó asimismo en la escasa comunidad armenia, movilizada contra los musulmanes por la violencia en Anatolia y en el Cáucaso.
Los primeros focos de resistencia contra los bolcheviques surgieron en el valle de Ferganá, donde se concentraba la mayoría de la población sedentaria de la región. Más tarde la revuelta se extendió a Jiva y Bujará; grupos tribales que antes se habían opuesto a los kanes se levantaron entonces contra los soviéticos.
El primer grupo armado importante lo organizó Irgash, jefe de la milicia de la ciudad de Kokand, que había combatido junto al desbaratado Gobierno autónomo de Kokand, al que, no obstante, no servía. Conservador y contrario a la reforma agraria, contó con el apoyo de destacados terratenientes y a finales de 1918 acaudillaba ya a unos cuatro mil hombres. Pronto él y otros jefes de bandas de la región se adueñaron del uezd de Kokand, a excepción de la propia ciudad y del ferrocarril. Ochenta kilómetros más al este, en Marg‘ilon, se estableció la banda de Madamin Bek, que mantuvo buenas relaciones con la de Irgash.
En el verano de 1918, con la región aislada tanto por los cosacos de Oremburgo como por el gobierno anticomunista de Asjabad, el trigo escaseaba. Dada la dependencia de las importaciones de grano para garantizar el abastecimiento, la clausura del ferrocarril septentrional auguraba la extensión del hambre. La escasez de víveres, a la que siguieron epidemias de tifus, disentería y cólera, redujeron las población del valle de Fergana de dos millones a millón y medio de personas entre el otoño de 1917 y agosto de 1918. El hambre afectó principalmente a la población aborigen, si bien la crisis económica, debida tanto al aislamiento de la región como a las medidas nacionalizadoras del sóviet que desorganizaron la industria y el comercio, la sufrió también la población rusa.
Los colonos del valle de Ferganá, opuestos a compartir su grano con la necesitada población kirguisa, se armaron y recibieron el reconocimiento del Gobierno soviético de Taskent, que los integró en sus fuerzas, pese a los desmanes que cometieron contra los aborígenes. Las atrocidades de las unidades militares de los colonos, junto con las de los guardias rojos, atizaron la rebelión basmachí: la población aborigen veía a estos como sus defensores frente a los abusos de aquellos. El sóviet de Taskent, superado en número y en armamento por las fuerzas hostiles que lo rodeaban, tuvo dificultades para sobrevivir, fracasó en la eliminación de los basmachí y fue derrotado cuando trató de conquistar el Emirato de Bujará.
Irgash, que contaba con las simpatías de casi toda la población musulmana de la comarca de Kokand, realizó una serie de incursiones contra núcleos rusos durante la segunda mitad de 1918, y en diciembre repelió los ataques contra sus bases cerca de la ciudad de Kokand. Mandaba unos tres o cuatro mil hombres que en febrero de 1919 aumentaron hasta los ocho mil. En el verano, sin embargo, fue derrotado y se rindió. Los restos de sus fuerzas se unieron a Madamin Bek, que devino en el principal jefe basmachí.
El número de rebeldes no dejó de crecer en 1918 y 1919: a finales de este, había unos veinte mil. Durante este tiempo, la autoridad comunista se limitaba a Taskent y los rebeldes dominaban tanto las zonas rurales como las ciudades menores. Aunque las bandas armadas colaboraban en ocasiones, carecían de un mando único y competían entre sí. El intento de organización que llevó a cabo Irgash en marzo de 1919, que asignó comarcas a los distintos jefes, fracasó en el verano. Las acciones de los basmachí consistían en correrías contra los apeaderos, las minas y las pequeñas fábricas algodoneras. A estas incursiones, que aterrorizaban a los colonos rusos, se contraponían las exacciones, a menudo brutales, de las tropas rojas a la población aborigen y que fomentaba la rebelión contra el Gobierno soviético, conocido en muchas comarcas únicamente por la acción de sus soldados. El Gobierno soviético de Taskent trató en vano de extender su autoridad, principalmente a los asentamientos rusos y de controlar las líneas férreas, mientras surgían autoridades locales tanto en las poblaciones rusas como en las turquestanas que operaban con casi total independencia. Contaba, sin embargo, con inestables alianzas con algunos jefes de bandas.
En la primavera de 1919 y principalmente por orden del Moscú, el Gobierno regional comunista comenzó a mostrarse más conciliador con los musulmanes. En marzo estos empezaron a obtener puestos importantes en el Gobierno; en abril se estudió entablar negociaciones con los rebeldes; en el verano Moscú ordenó que cada grupo nacional obtuviese puestos en los soviéts de acuerdo a su población y en septiembre el congreso nacional del partido ofreció la amnistía a los basmachí que entregasen las armas.
En agosto de 1919, el principal rival de Irgash, Madamin Bek, firmó una alianza con una fuerza rusa, el llamado «ejército campesino» formado por los colonos, que resultó ser el intento de colaboración entre turquestanos y rusos que más perduró, siete meses. Instauró un Gobierno provisional de Ferganá el 24 de septiembre. Este grupo basmachí contaba con el favor de comerciantes y de parte de la población urbana, tanto rusa como turquestana. Entre esta surgieron los caudillos (kurbashi) que mandaban las bandas armadas que se controlaban territorios de diverso tamaño y se enfrentaban tanto a los soviéticos como entre sí y en ocasiones se coligaban con Taskent. Las fuerzas de los colonos rusos, aliadas a los soviéticos hasta el verano de 1919, habían esperado de estos colaboración contra la población indígena, mucho más numerosa y de la que se sentía amenazada. El intento soviético de someter sus fuerzas al control militar y de requisar el trigo de los colonos desencadenó el cambio de bando de sus unidades, que se coligaron con Madamin Bek. La nueva alianza de los colonos rusos y los basmachí de Madamin Bek se apoderó de Jalalabad, Osh en septiembre y asedió Andiján. En la zona del Pamir, cayeron en sus manos Rangkul, Murgab y Kyzylrabot. Irgash se rebeló contra los soviéticos, se alió con los colonos rusos del ejército campesino y se apoderó de Kokand. Los colonos tomaron Namangán. La liga dominaba en septiembre el territorio entre Andiján, Kokand, Marg‘ilon e Irkishtán. Los soviéticos contraatacaron y a finales de septiembre recuperaron algunas poblaciones, como Osh y Jalalabad. Los rebeldes se replegaron y esperaron a la primavera para realizar nuevas ofensivas. Cuando cesaron las principales operaciones por la llegada del invierno, los soviéticos controlaban Marg‘ilon, Namangán, Osh, Jalalabad, Kokand, Andiján, Skobelev Kokand, Jojend y Nadiján y las líneas férreas que las conectaban. Faltos de artillería, los basmachí no podían asaltar las ciudades y no lograron cortar las comunicaciones ferroviarias.

### Ruptura del aislamiento soviético. Frunze, las concesiones políticas y la represión militar
Para el Gobierno moscovita, enfrascado en la lucha con los Ejércitos Blancos, el frente centroasiático era secundario y la lucha contra los rebeldes quedó en manos de las autoridades locales hasta la derrota de Aleksandr Kolchak en mayo de 1919. Meses antes, en febrero, se había creado un mando único para las fuerzas soviéticas en la zona. Después de la victoria sobre Kolchak, los comunistas enviaron a Asia Central armas, abastos y al 5.º Ejército de Mijaíl Frunze para someterla definitivamente. A partir de entonces, los soviéticos gozaron de una gran superioridad en tropas frente a los basmachí: los ejércitos 4.º y 1.º, formados por veteranos de la guerra civil, sumaban más de cincuenta y tres mil soldados. En total, entre 1920 y 1923, Frunze contó con entre ciento veinte y ciento setenta mil soldados frente a los veinte mil basmachí. En torno a un tercio de las tropas eran musulmanas: turquestanos, baskires y tártaros. En septiembre, los soviéticos se habían apoderado de Osh y Jelalabad.
Para debilitar la rebelión y granjearse apoyo local, el Gobierno soviético envió a la zona en octubre de 1919 a la Comisión para el Turquestán, que debía estudiar las razones de la revuelta. Los resultados de la indagación llevaron en julio de 1920 a la destitución del Sóviet de Taskent y la creación de un Comité Central provisional compuesto por rusos y aborígenes y a la aplicación de medidas para tratar de mejorar la imagen del sistema soviético. En el partido comunista y en los sóviets ingresaron por primera vez, en todos los niveles, musulmanes. A finales de 1919, se ofreció la amnistía a los basmachí que entregasen las armas.
Desde principios de año, las negociaciones con ciertos caudillos rebeldes permitieron que algunos cambiasen de bando y se uniesen a los soviéticos, como Madamin Bek que, sin embargo, fue asesinado por uno de sus lugartenientes en mayo, cuando trataba de que se acogiese también al perdón soviético. En enero el ejército campesino de los colonos ya había cambiado de bando nuevamente y se había transformado en milicia soviética. La muerte de Madamin Bek desbarató la rendición, cuyos generosos términos pudieron ser simplemente una medida temporal de los soviéticos para eliminar la resistencia armada.
Los soviéticos formaron además unidades militares con soldados aborígenes y se suspendieron temporalmente las incursiones de la caballería. La actitud conciliadora, mal vista por parte de la población rusa del territorio, cesó paulatinamente con la llegada de Mijaíl Frunze a Taskent a finales de febrero de 1920: este era partidario de la severidad con los rebeldes y rechazaba las concesiones. A partir del verano, las fuerzas de Frunze comenzaron a coger rehenes civiles de las aldeas para asegurarse la rendición de los basmachí locales. La estrategia de Frunze consistió en ocupar el territorio, dejar las zonas dominadas en manos de las unidades y los cuadros locales y eliminar a las fuerzas basmachí en combates en los que gozase de gran superioridad frente a estos.
Tras vencer una enconada resistencia, Frunze alcanzó Ferganá a mediados de 1920. Aunque aún controlaban Andiján, Kokand y Namangán, los basmachí sufrieron una serie de graves derrotas frente a las tropas regulares soviéticas en el primer semestre de 1920. En mayo pereció Madamin Bek y su sucesor al frente de las tropas de Ferganá, Kurshirmat, pese a que logró reunir ocho mil combatientes, tuvo que lidiar con las desavenencias entre kirguises y uzbecos. El apoyo urbano y comercial a los rebeldes se limitó desde entonces a la ayuda financiera. El 2 de septiembre, los soviéticos conquistaron Bujará y proclamaron una república soviética, teóricamente autónoma de Moscú. A finales de año, los soviéticos se habían adueñado de las principales ciudades, y los basmachí tuvieron que refugiarse en las zonas montañosas y en los asentamientos de menor población. Prosiguieron empero con sus incursiones contra las unidades soviéticas y dominaron las líneas de comunicación hasta finales de 1921. El emir se refugió en el este de la región y continuó acosando a los soviéticos.
En 1921 se envió grano para paliar la hambruna que había aquejado a la región durante los años previos de guerra civil y se implantaron otras medidas para mejorar la economía regional. En octubre se permitió que resurgieran los tribunales islámicos, única concesión religiosa hasta mayo de 1922.

### Conquista soviética de Jiva y Kokand
Tras dos años de escaramuzas intermitentes, los soviéticos derrocaron al kan de Jiva en abril de 1920. Este se refugió en el desierto de Karakum y organizó bandas armadas que combatieron al nuevo Gobierno soviético de Jiva.
Por su parte, el Kanato de Bujará cayó en manos de los soviéticos en agosto y el 1 de septiembre se proclamó un nuevo Gobierno prosoviético. El emir huyó al este de la región y luego a Afganistán, desde donde organizó la oposición a los comunistas. La conservadora sociedad del kanato apoyó a los rebeldes, que dominaron el oeste del territorio hasta febrero de 1921.
Después de la Revolución de Octubre adquirieron relevancia algunos líderes locales como Fayzulló Xojáyev, aliado de la Rusia Soviética y asesorado por el Ejército Rojo en la captura del Bujará y el Kanato de Jiva; por el contrario, otros líderes como el antiguo emir de Bujará, Mohammed Alim Khan, se unieron al movimiento contra los rusos; el mismo emir se unió a la sublevación con dos de sus generales, reclutando una milicia de alrededor de treinta mil hombres y desafiando a las autoridades soviéticas en Asia Central. En el verano de 1920, los basmachí ganaron respaldo popular en la mayor parte del valle de Ferganá, un tradicional bastión del islam conservador, revocando las medidas impuestas por las autoridades soviéticas como el reparto de tierras y el fin de la autoridad política del clero musulmán.
Los Basmachí se extendieron y multiplicaron pronto a lo largo de la mayor parte del Turquestán. La mayor parte del Turquestán en esa época, irónicamente, no estaba bajo la Rusia Soviética contra los que los Basmachí se estaban rebelando, sino bajo otros regímenes como la República Soviética Socialista de Jorezm y República Popular Soviética de Bujará, aunque estos regímenes eran aliados de la Rusia Soviética.
Las fuerzas del Ejército Rojo habían vencido ya en 1920 a las principales tropas del Ejército Blanco en la guerra civil rusa y las autoridades soviéticas no habían tenido ocasión de ocuparse en profundidad de la revuelta basmachí, pero al cesar la "amenaza contrarrevolucionaria", el Sovnarkom de la RSFS de Rusia liderado por Lenin y Trotski se dispone a imponer el control soviéticos sobre el Asia Central rusa. Siendo preciso ganar adeptos entre la población local, las fuerzas soviéticas incluyen reclutas tártaros y algunos centroasiáticos, reforzados por fuerzas veteranas de la guerra civil y por aviación militar (de la cual carecían los rebeldes).
Hay que recalcar que a diferencia del antibolchevique Ejército Blanco, los basmachí no tuvieron apoyo de los Aliados de la Primera Guerra Mundial, y no recibieron ninguna ayuda exterior. Al contrario, los vencedores en la Primera Guerra Mundial vieron a los basmachí como potenciales enemigos debido a la ideología panturquista o Pan-Islamista de algunos de sus líderes, que ambicionaron formar un levantamiento masivo no sólo de los pueblos sometidos al Imperio ruso sino extenderlo a pueblos asiáticos seguidores del Islam pero bajo dominación de británicos o franceses. Sin embargo, algunos grupos basmachí menos radicales recibieron apoyo de los servicios de inteligencia de Gran Bretaña y de Turquía con el fin de distraer (y probar) la fuerza militar del Ejército Rojo. Con el objeto de demostrar esta ayuda exterior, destacamentos especiales del Ejército Rojo se disfrazaron y aparentaron ser fuerzas Basmachí, teniendo éxito en la interceptación de esas provisiones.
A principio de 1920, la revuelta Basmachí se extendió tanto que el gobierno soviético se dio cuenta el riesgo de perder todo su territorio del antiguo Turquestán Ruso, por lo cual se adoptaron medidas persuasivas junto con la simple represión. Sin embargo, las luchas internas dentro de los Basmachí, divididos en muchas facciones y caudillos locales, los hicieron más débiles en comparación con los aparatos políticos soviéticos, dotados de metas comunes y sujetos a un mando único, además de poseer mayor poder militar. El gobierno de la Rusia Bolchevique hizo concesiones al sentimiento nacional con objeto de reprimir las objeciones turquestanas a ser una parte política de la Unión Soviética. Las medidas conciliadoras incluyeron entregas de comida, exención de impuestos, promesas de reforma agraria, la retirada de políticas antiislámicas lanzadas durante la guerra civil rusa y la promesa de finalizar los controles agrícolas y las requisas de cosechas. La división entre los rebeldes, la superioridad bélica soviética, y las políticas conciliadoras de los bolcheviques, disminuyeron notablemente el atractivo del movimiento basmachí y ello permitió al Ejército Rojo derrotar a los basmachí recalcitrantes liderados por el antiguo Emir de Bujará, que debió huir a Afganistán.

## Intentos de aglutinamiento de Enver Pachá

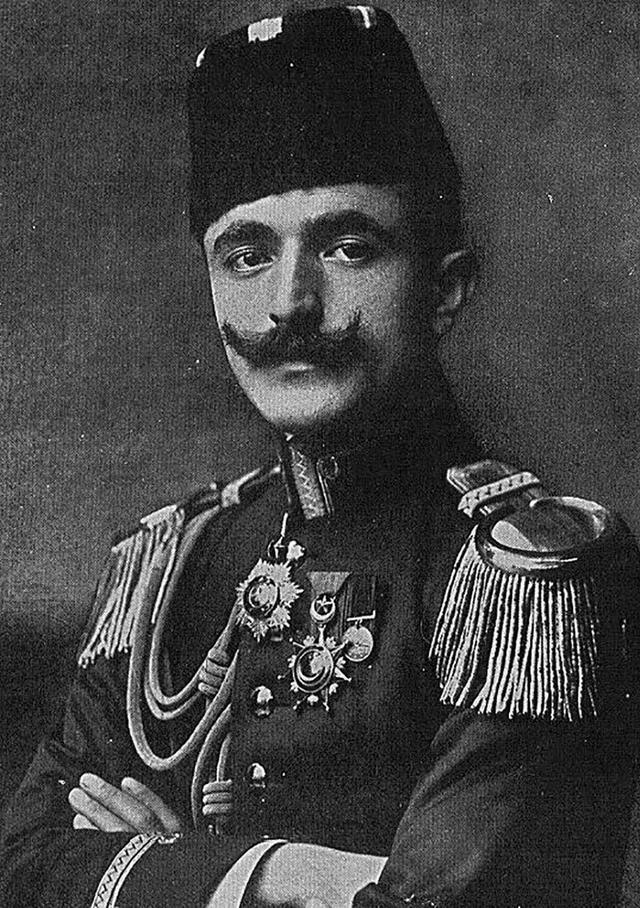
Enver Pasha.

En noviembre de 1921, el general turco Enver Pasha, exministro de Defensa del Imperio otomano, llegó a la región como agente militar del gobierno soviético con la tarea de conciliar las partes enfrentadas y aplacar la rebelión usando la fuerza en caso necesario. Pero en vez de ello, Enver Pasha se unió a los cabecillas basmachí y se rebeló contra sus antiguos aliados, los soviéticos, adoptando los ideales del panturquismo y el panislamismo, con el objetivo de crear un único estado islámico en Asia Central, basado en los pueblos de etnia turca de la zona. Enver se había enemistado con los soviéticos por el apoyo que estos habían otorgado a su rival Mustafá Kemal. Las simpatías de la población por los planes de Enver fueron escasas. Los comienzos de Enver con los rebeldes no fueron buenos e Ibrahim Bek, lugarteniente del emir de Bujará y jefe de los lokai —un grupo uzbeco— lo detuvo por sospechoso durante varios meses. Enver recobró la libertad gracias al emir, que finalmente le permitió unirse a sus fuerzas.
Así, en noviembre la rebelión cobró impulso con la llegada de Enver Pachá, que intercedió entre los distintos grupos rebeldes para coordinarlos. Apelando al intenso sentimiento religioso del Turquestán, acaudilló unos veinte mil combatientes y se coligó con otros grupos menores. Impuso un sistema de mando moderno a sus tropas, que para la primavera de 1922 se habían apoderado de todo el este de Kokand y de parte del oeste también. Por primera vez, colaboraron los rebeldes de Jiva, Kokand y Ferganá y se establecieron contactos permanentes con Afganistán, que había estado sosteniendo intermitentemente a los basmachí. Sin embargo, no se consumó una unión total de las fuerzas antisoviéticas. El periodo de actividad de Enver en Turquestán marcó el apogeo del movimiento basmachí, pero finalmente acabó derrotado.
Nuevamente las autoridades soviéticas decidieron adoptar una doble estrategia para aplastar la rebelión: reconciliación política y económica con la creación de una milicia voluntaria compuesta por campesinos musulmanes locales llamada “Los Palos Rojos”, y la implicación de soldados regulares musulmanes de cultura no turca en la lucha contra los basmachí.
Como antes, la estrategia soviética fue exitosa, aunque en mayo de 1922, Enver Pasha rechazó la oferta de paz ofrecida y emitió un ultimátum exigiendo a las tropas del Ejército Rojo la retirada del Turquestán en el término de catorce días. No obstante, para esa fecha la recién creada Unión Soviética ya estaba preparada para el enfrentamiento militar. Envió refuerzos al Turquestán y acusó a Enver de ser un agente británico. A partir de entonces la posición de Enver se fue debilitando, tanto por el acoso soviético como por las rencillas entre los grupos basmachí, a menudo divididos por grupos culturales (turcomanos contra uzbecos y estos contra tayikos). De los dieciséis mil rebeldes que combatían en la Bujará oriental, Enver pasó a mandar apenas tres mil. El recelo del exemir por las proclamas de Enver, que comenzó a emitir decretos en su antiguo reino y a titularse «comandante de todas las tropas musulmanas, yerno del califa y representante del profeta», hizo que dejase de apoyarlo. Enver perdió los abastos que le llegaban de Afganistán y empezaron a escasear las armas y municiones, pese a los intentos de fabricarlas en el territorio que controlaba. El empeño de Enver por abandonar las tácticas guerrilleras y enfrentarse a los soviéticos, que disfrutaban de ventaja numérica, en batallas campales determinó que fuese derrotado repetidamente.
En junio de 1922, las unidades soviéticas mandadas por el general Nikolái Kakurin derrotaron a las fuerzas basmachí en la batalla de Kafrun, donde Enver Pasha sufrió su mayor derrota en la campaña, perdiendo soldados y material de guerra que era muy difícil de recuperar; para colmo, la creciente vanidad de Enver Pasha (que empezaba a firmar proclamas como «emir de Turquestán») le hizo perder simpatías entre la aristocracia musulmana, su aliada natural, que rehusaba dar tal tratamiento a un general extranjero. La insistencia de Enver Pasha en reforzar la finalidad "panturquista" del movimiento también le hizo perder apoyo del reino de Afganistán y del Emirato de Bujará, con quien rompió relaciones prontamente al no tener interés alguno en patrocinar una revuelta "panturquista" que amenazaba sus intereses. 

Bandera de Turquestán.

El Ejército Rojo, mandado ahora por el talentoso general Mijaíl Frunze, empezó a conducir a los rebeldes basmachi hacia el Este, y retomó la mayoría de los pueblos y aldeas capturadas previamente por los basmachí. En julio los soviéticos emprendieron una campaña para acabar con Enver Pachá, que logró eliminarlo a mediados de agosto. Murió ametrallado cuando encabezaba una carga de caballería contra tropas soviéticas superiores el 4 de agosto de 1922. Tras la muerte de Enver, los pocos oficiales turcos que lo secundaban no pudieron mantener la cohesión de sus recién formadas tropas, que volvieron a sus faccionalismos y divisiones, y pronto los soviéticos se adueñaron de casi todo el territorio aún bajo control basmachí destruyendo a las partidas de rebeldes que insistían en resistir. En julio de 1923, el lugarteniente y sucesor de Enver Pachá se refugió en Afganistán.

## Eliminación de la rebelión en Ferganá
Gracias a la acción de Enver, había surgido otro centro de oposición a los soviéticos a comienzos de 1922: Samarcanda. Los intentos de aplicar una reforma agraria en la comarca azuzaron la rebelión, que exigió la implantación de una república turquestana e islámica. Moscú reaccionó enviando tropas selectas, por primera vez en parte musulmanas, y ofreciendo concesiones a los cabecillas basmachí. El 18 de mayo, el Gobierno se avino a devolver las tierras de las instituciones religiosas, a conceder mayor autonomía a los tribunales islámicos y a reabrir las madrasas, lo que sirvió para socavar el apoyo los rebeldes. A finales de año, la rebelión había quedado desbaratada en Ferganá, donde los rebeldes que quedaban recibieron tierras a cambio de desbandarse. La combinación de concesiones y de reforzamiento de las unidades desplegadas en Turquestán acabó finalmente con los principales focos rebeldes, si bien la oposición continuó en lugares aislados. Los soviéticos combinaron las medidas liberales en religión, cultura y participación política con el redoblamiento de las operaciones militares. En general, esta quedaron en manos de los rusos, mientras que de la organización y pacificación definitiva de los territorios conquistados se encargaron musulmanes de la región.
Otros basmachí se retiraron de nuevo al valle de Ferganá (1923-1924), acaudillados por Sher Muhammad Bek (Kurshirmat). El espionaje británico informó de que este mandaba una fuerza de unos cinco o seis mil hombres. Estos gozaban de las simpatías de la población, pero carecían de armamento suficiente para seguir enfrentándose a los soviéticos. Además unos miles de basmachí de Ferganá gradualmente se volvieron simplemente bandoleros que aterrorizaron el campo, faltos de abastos. La resistencia armada había cesado en el valle hacia junio de 1923.
Para entonces los campesinos de la región estaban desilusionados con la lucha que duraba ya casi seis años y veían pocos motivos para continuar la sublevación, debido a que el gobierno soviético estaba reconociendo derechos culturales a sus minorías, además de haber destruido el poder de la aristocracia y las élites religiosas, lo cual ganó a la URSS el favor de las masas campesinas.
La devastación económica causada por seis años de guerras continuas motivó que la mayor parte de la población del Turquestán aceptara al nuevo régimen soviético, privando a los jefes basmachí de nuevos reclutas. Ante ello, la sublevación debió nutrir sus filas con aventureros y bandoleros, lo cual redujo aún más su popularidad y facilitó el trabajo de propaganda del régimen soviético. De todos modos, estas partidas de guerreros improvisados no eran enemigos para un Ejército Rojo ya bastante disciplinado y con experiencia en combate, siendo vencidos los rebeldes en una serie imparable de derrotas desde 1923. Otro comandante basmachí, Selim Pasha, continuó con la lucha pero finalmente huyó a Afganistán en 1923, tras ser vencido por las fuerzas de Frunze; sus milicias se disolvieron prontamente y varios de sus viejos aliados aceptaron posiciones gubernativas ofrecidas por la URSS.

## Guerra en Lokai y las estepas turcomanas

### Combates en Lokai (Tayikistán): las campañas de Ibrahim Bek

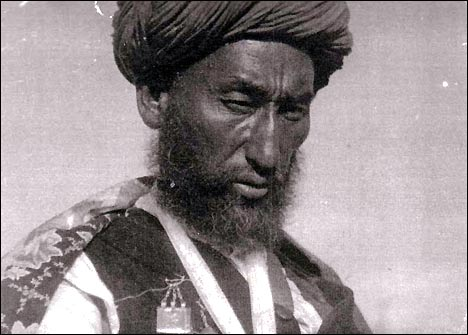
Ibrahim Bek, uno de los principales jefes basmachí y señor de una de las tribus uzbecas lokai.

En Lokai, en el moderno Tayikistán, la lucha se organizaba según las divisiones tribales: el principal grupo basmachí lo formó la tribu Isan Hoja de Ibrahim Bek, la mayor de la región. En 1923-1924 dominaba un territorio poblado por unas cuarenta y tres mil personas, un poco más de la mitad de su propia tribu. Era un jefe carismático que contaba con el favor de la conservadora población local en su defensa del islam y en el rechazo a la dominación rusa. Sus fuerzas la componían unos doscientos capitanes (kurbashi) y cinco mil soldados. Las otras tribus (Badra-oglu, Karluk, Kungrat y Dürmen), se unieron a la rebelión con menos entusiasmo. La Badra-oglu, tradicional rival de la Isan Hoja, pronto se pasó a los soviéticos. La población sedentaria, tanto uzbeca (diecisiete mil personas en 1924) como tayika (quince mil), no participó apenas en la guerra. La región estuvo en manos de los rebeldes desde 1918, que se limitaron principalmente a evitar las invasiones soviéticas y a atacar ciudades cercanas como Dusambé. Los basmachí se refugiaban en caso necesario en las altas montañas al este del río Pamir o en el vecino Afganistán, en especial a partir de 1923. El apogeo de los basmachí de Lokai se produjo a comienzos de 1923, cuando señorearon casi toda la zona. Ese mismo año, los soviéticos emprendieron una gran ofensiva con unos diez mil soldados.
Pese a que el movimiento se había debilitado por las acciones de los soviéticos, el grupo de Ibrahim Bek emprendió la ofensiva entre septiembre y noviembre de 1923. La campaña, pese a haberse planeado con esmero, acabó en fracaso por la falta de apoyo de la población; Ibrahim Bek perdió gran cantidad de hombres y tuvo que retirarse al vecino Afganistán, donde se había refugiado el antiguo emir y doscientas mil personas que, por su rechazo a los soviéticos, debían permitirle reconstituir su ejército.
En Afganistán Ibrahim Bek estableció contacto con el emir del país y reorganizó a sus hombres con una disciplina más severa, pero tuvo que implantar un sistema de financiación menos voluntario que el tradicional que le había servido para sufragar sus operaciones en Tayikistán. En ocasiones, los grupos que recaudaban los fondos que sostenían a Ibrahim Bek operaban como bandidos que obligaban a los campesinos a pagar lo que les exigían. Se organizaron las fuerzas, que incluían a veteranos tanto de Bujará, como de Ferganá, Samarcanda y otros puntos del Turquestán como un ejército centralizado, con un escalafón, una intendencia y un sistema de armamento unificado. Las exacciones de las bandas basmachí, sin embargo, enojaron a la población, que en 1925 formó unidades auxiliares para combatir junto a los soviéticos contra Ibrahim Bek. El Gobierno soviético concedió además una amnistía entre mayo y junio de 1925 a la que se acogieron seiscientos rebeldes. La ofensiva soviética resultó un éxito y entre marzo y septiembre, Ibrahim Bek perdió unos mil quinientos soldados. En noviembre este apenas contaba con unos quinientos hombres, desperdigados por el territorio. Los soviéticos remataron la campaña con la prohibición de las peregrinaciones a las tumbas de Enver Pachá y Davletman Bey, que servían de centros de agitación contra la URSS, y desplegando nuevas unidades militares para vigilar las poblaciones rurales, en las que reclutaron además voluntarios. Perseguido por una unidad especial de sus propios lokai, antiguos basmachí, y casi ya sin seguidores, Ibrahim Bek cruzó la frontera y se refugió en Afganistán a finales de junio. Tras retirar las principales unidades regulares, los soviéticos encargaron las últimas operaciones de liquidación de los rebeldes a las de auxiliares, que se dieron por concluidas en octubre.

### Combates en las estepas turcomanas: las campañas de Yunaid Kan
En las estepas turcomanas, la organización de los basmachí también era tribal. La mayoría de los rebeldes eran de la tribu Yomud, cuyo señor era Yunaid Kan; muy bien organizados según la jerarquía tribal y con gran disciplina, gozaban de mayor movilidad que las fuerzas soviéticas. Contaban con redes de apoyo en Jiva y Urgench y mantenían buenas relaciones con los cosacos del Ural del delta del Amu Daria. Dominaban el desierto y atacaban las ciudades y las columnas soviéticas que se movían a lo largo del río. En 1920 lograron ocupar algunas de las ciudades de la zona, incluida Jiva. En 1921 libraron varias batallas campales con los soviéticos, con escasa fortuna. Al igual que para los basmachí de Lokai, su refugio principal era Afganistán.
En Jiva, las medidas antirreligiosas de las autoridades desataron el resurgimiento de la rebelión a finales de 1923. Yunaid Kan se apoderó de la ciudad en enero de 1924 y la conservó durante un mes; a finales de año, las unidades soviéticas habían logrado expulsarlo al desierto, desde donde continuó con sus correrías hasta pasar a Irán a finales de 1927. Tras ser derrotado por los soviéticos en una batalla campal en 1924 en la que estos emplearon todas sus unidades de caballería, sin embargo, sus incursiones tuvieron menor importancia que antes.
Después de perder a sus mejores comandantes y muchos hombres, el movimiento Basmachí fue destruido como fuerza política y militar, y pocos de los que permanecían rebeldes decidieron esconderse en las montañas e iniciar una guerra de guerrillas que consistieron en actos terroristas, toma de rehenes, sabotajes, extorsión y brutales incursiones. Esta clase de operaciones y las medidas conciliadoras tomadas por el gobierno soviético causó perdida de apoyo de la población local, que empezó a ver a los Basmachí simplemente como elementos criminales.

## Colectivización y últimos focos rebeldes
La revuelta basmachí había cesado en 1926. Sin embargo, sucedieron algunas escaramuzas y ocasionales enfrentamientos en 1929 por el rechazo a la colectivización de la tierra ordenada por Stalin. La eliminación de las concesiones soviéticas durante el segundo lustro de la década de 1920, que incluyó la eliminación de la burguesía y los clérigos de la participación en política en 1925, el cierre de los tribunales islámicos en 1927 y el cierre de las madrasas en 1929 precedió la colectivización que desató la última oleada de revueltas antisoviéticas. En Afganistán, aprovechando la guerra civil, el emir de Bujará obtuvo el permiso de Habibulá Kalakani, señor del país entre noviembre de 1928 y octubre de 1929, para reclutar nuevas fuerzas que puso al mando de Ibrahim Bek y para usar el norte del país como centro de operaciones contra los soviéticos.
Ibrahim Bek y Yunaid Kan regresaron del exilio y acaudillaron a los rebeldes, que lograron retrasar la aplicación de la colectivización en el Tayikistán oriental y el Turkmenistán occidental hasta finales de 1931. Ibrahim Bek penetró en Tayikistán en marzo de 1929 al frente de seiscientos soldados mientras en Afganistán continuaba el reclutamiento. Las derrotas en las escaramuzas fronterizas hicieron que el Gobierno soviético despachase a la región al general Semión Budionni al frente de nuevas unidades. Se aplicó además una durísima campaña represiva que incluyó la deportación de doscientas setenta mil personas, el empleo de bombardeos y artillería contra los rebeldes y la destrucción de los centros sospechosos de ayudar a estos, incluidas cuatro ciudades (Andiján, Dusambé Namangán y Marg‘ilon) y mil doscientas aldeas. La ofensiva soviética detuvo el avance de la rebelión, pero no logró sofocarla. En abril y mayo, sin embargo, los soviéticos sí consiguieron frustrar incursiones desde Afganistán organizadas por Fuzail Maksum y Kurshirmat. La invasión soviética de Afganistán, planeada para acabar definitivamente con la base de los basmachí, fracasó en mayo. El nuevo rey afgano, Mohamed Nadir Shah toleró a los basmachí hasta junio de 1930, cuando los soviéticos penetraron en el país persiguiendo a un grupo de estos. El Ejército afgano trató en vano de recuperar el control del norte de la nación y de acabar con las actividades de los basmachí, que se negaron a disolverse. En abril de 1931, tras rechazar una amnistía afgana y el ofrecimiento de integrarse en el Ejército, Ibrahim Bek invadió Tayikistán con ochocientos de sus dos mil hombres. Al principio, las zonas rurales del este y el sur de la república se unieron a los rebeldes, que destruyeron líneas de ferrocarril, almacenes y koljoses, pero el conservadurismo de Ibrahim Bek, que restauró el antiguo sistema feudal y tribal acabó por desilusionar a la población.
Los rebeldes controlaron el agro tayiko hasta abril de 1931, cuando llegó a la zona una división de la OGPU, que logró desbaratarlos y capturar a Ibrahim Bek en pocos meses. El 31 de junio este fue apresado cuando trataba de regresar a Afganistán. Trasladado a Taskent, fue condenado y ajusticiado. Un nuevo pacto afgano-soviético que se firmó a finales de 1931 redujo considerablemente la actividad de los restos de basmachí que todavía se hallaban en el reino vecino.
Por su parte, Yunaid Kan reunió a unos cinco mil hombres que capturaron Krasnovodsk en mayo de 1931. Los soviéticos enviaron veinte mil soldados de la OGPU para retomarla a finales de junio y Yunaid Kan quedó reducido de nuevo a las tierra de Karakum en septiembre, con unos tres mil combatientes. Fue derrotado finalmente en octubre de 1933.
Partidas de guerrillas continuaron atacando esporádicamente puestos militares soviéticos a inicios de la década de 1930 hasta que dichos guerrilleros fueron exterminados violentamente por destacamentos especiales de la NKVD durante los años de Stalin. En el área que hoy en día es Kirguistán, los últimos reductos de los basmachí fueron destruidos en 1934.

## Consecuencias

Bandera de la RSS de Uzbekistán.

Tras 1923 los líderes locales comienzan a cooperar con las autoridades soviéticas y un gran número de centroasiáticos se afilian al Partido Comunista, muchos de ellos alcanzando altas posiciones del gobierno de la República Socialista Soviética de Uzbekistán, república establecida en 1924 que incluye lo que hoy en día es Uzbekistán y Tayikistán. Una vez ya afianzada la URSS tras los triunfos de 1922, el islam se convirtió en un punto focal de las direcciones antirreligiosas de las nuevas autoridades comunistas. El gobierno soviético clausuró entonces muchas mezquitas, y las escuelas religiosas se convirtieron en museos antirreligiosos. Los uzbekos que permanecieron practicando el islam fueron tomados como nacionalistas y a menudo objeto de encarcelamiento o ejecución. Por el lado positivo, ocurrió la emancipación de la mujer, la industrialización, un alto nivel de vida y la virtual eliminación del analfabetismo, incluso en las áreas rurales. Solo una pequeña proporción de la población era alfabeta antes de 1917, y este porcentaje se incrementó hasta casi el 100 por ciento bajo los soviets.

### Los “Istern” sobre la Revuelta Basmachí
Los Istern (en ruso: И́стерн) es un género cinematográfico creado en la Unión Soviética y el Bloque del Este como una variación de las películas occidentales de Wéstern. La rebelión fue un tema popular en los Istern, y fue el tema central de los argumentos de las películas Sol blanco del desierto (Белое Солнце Пустыни), La séptima bala (Седьмая Пуля) y Telojranítel (Телохранитель - El guardaespaldas).